# Sidereus Nuncius
Sidereus Nuncius (conegut com a Noticiari sideral, Missatger sideral, i també sota l'accepció de Missatge sideral) és un tractat curt escrit en llatí per Galileu i publicat a Venècia el març de 1610. Va ser el primer tractat científic basat en observacions astronòmiques realitzades amb un telescopi. Conté els resultats de les observacions inicials de la Lluna, els estels i les llunes de Júpiter. La seva publicació es considera l'origen de la moderna astronomia i va provocar el col·lapse de la teoria geocèntrica.
En les seves observacions de la Lluna, Galileu va observar que la línia que separa el dia de la nit (terminador) posseïa irregularitats a les àrees brillants sent molt més suau a les zones fosques. D'aquestes observacions va deduir que les regions fosques són planes i de poca altitud, mentre que les regions brillants estarien cobertes per irregularitats orogràfiques. A partir de la distància de les muntanyes il·luminades prop del terminador, va estimar que la seva altura era propera als 6 km contradient la cosmologia aristotèlica establerta que afirmava que els cels són perfectes i els cossos celestes esferes perfectes.
Observant els estels Galileu va descobrir més de deu vegades més estrelles amb el seu telescopi que amb l'ull nu publicant cartes celestes del cinturó d'Orió i de les Plèiades. Quan va observar les «estrelles nebuloses» descrites en l'Almagest de Ptolemeu va descobrir que en comptes de ser regions nebulars estaven formades de multitud d'estels indistingibles a l'ull humà. D'aquest fet va deduir que les nebuloses i la pròpia Via Làctia eren formades per conjunts d'estels massa petites i properes per ser identificades individualment per l'ull nu.
És tanmateix en l'última part del Sidereus Nuncius en la qual Galileu mostra els seus descobriments més importants. Galileo informa de les seves observacions de quatre estels properes a Júpiter i del seu moviment al voltant del planeta. En el Sidereus presenta observacions de les seves posicions relatives entre gener i març de 1610. Del fet que aquests astres canviaven la seva posició relativa nit rere nit conservant sempre l'orientació en una mateixa línia recta va deduir que es tractava de llunes de Júpiter.
En l'època de la publicació d'aquesta obra Galileu era professor de matemàtiques a la Universitat de Pàdua. Amb l'objectiu de guanyar el mecenatge de Cosme II de Mèdici, quart Gran Duc de Toscana, va dedicar el Sidereus Nuncius a aquest noble italià anomenant els quatre satèl·lits de Júpiter com Medicea Sidera («estrelles de Mèdici»). Avui en dia aquests cossos es denominen satèl·lits galileans, sent els seus noms individuals: Ió, Europa, Cal·listo i Ganimedes.